# 中嶋太一
中嶋 太一（なかじま たいち、1963年7月15日 - ）は、NHK報道局社会部の記者。首都圏放送センター長、グループ経営戦略局長等を経て、理事。元警視庁キャップ。元「あすの日本プロジェクト」デスク。放送文化基金賞受賞。

## 人物・経歴
東京都出身。1987年神戸大学経済学部卒業、NHK入局、NHK岐阜放送局放送部。1991年報道局ニュースセンター社会部記者。1996年NHK大阪放送局報道部記者。1999年報道局取材センター社会部記者。2004年社会部副部長。2010年社会部専任部長。2013年社会部記者主幹。2014年社会部長。2016年報道局編集主幹。2018年報道局専任局長。2019年放送総局首都圏放送センター長。2020年関連事業局長。2022年グループ経営戦略局長（改組）。同年理事（メディア統括補佐（報道担当・デジタル担当））。

## メディア等への露出
2005年度の交通安全年間スローガン（全日本交通安全協会・毎日新聞社共催）の最終審査会審査員をつとめた。
2006年4月26日放送のニュース番組「ニュースウオッチ9」に出演し、一級建築士らが起こした耐震強度偽装事件の関係者逮捕について詐欺事案としての立件は難しい現状など、詳細を解説した。また、NHKスペシャル「ワーキングプア 働いても働いても豊かになれない」の取材班代表として新聞協会賞を受賞した。
「ワーキングプアⅡ ～努力すれば抜け出せますか～」で、第33回放送文化基金賞企画賞受賞。

## 近況
2010年1月31日に放送されたNHKスペシャル「無縁社会～“無縁死” 3万2千人の衝撃～」で制作統括を担当した。